# Maytenus ebenifolia
Maytenus ebenifolia är en benvedsväxtart som beskrevs av Reiss. Maytenus ebenifolia ingår i släktet Maytenus och familjen Celastraceae. Inga underarter finns listade.